# Aspidosperma spruceanum
Aspidosperma spruceanum är en oleanderväxtart som beskrevs av George Bentham, Müll. Arg.. Aspidosperma spruceanum ingår i släktet Aspidosperma och familjen oleanderväxter. Inga underarter finns listade i Catalogue of Life.